# 第十九季超級籃球聯賽新人選秀會
2021年第19季SBL超級籃球聯賽新人選秀會為超級籃球聯賽（SBL）在第19季SBL開打之前舉辦的第15屆新人選秀會，於2021年8月4日舉行。本屆新人選秀會共有49人參與，最終有24人獲選，由曾柏喻成為選秀狀元。本屆新人選秀會24人獲選改寫第五季新人選秀會22人獲選的紀錄，而桃園璞園建築選進11人為新人選秀會的新紀錄。

## 選秀結果
| →           | 順序一 | 順序二 | 順序三 | 順序四 | 順序五 |
| [ 3 ] [ 4 ] | 璞園   | 九太   | 臺銀   | 裕隆   | 台啤   |
| ----------- | ------ | ------ | ------ | ------ | ------ |
| 第一輪      | 放棄   | 曾柏喻 | 王偉丞 | 顏聞佐 | 放棄   |
| 第二輪      | 李謨汎 | 王詠誠 | 曹立中 | 游家昇 | 不適用 |
| 第三輪      | 朱恩麟 | 孫永成 | 放棄   | 蘇志誠 | 不適用 |
| 第四輪      | 林俊恩 | 謝宗憲 | 不適用 | 邱忠博 | 不適用 |
| 第五輪      | 邱家佑 | 蔡建宇 | 不適用 | 放棄   | 不適用 |
| 第六輪      | 趙得恩 | 林秉豪 | 不適用 | 不適用 | 不適用 |
| 第七輪      | 陳政軒 | 劉靖   | 不適用 | 不適用 | 不適用 |
| 第八輪      | 吳念哲 | 放棄   | 不適用 | 不適用 | 不適用 |
| 第九輪      | 林梓峰 | 不適用 | 不適用 | 不適用 | 不適用 |
| 第十輪      | 周宸緯 | 不適用 | 不適用 | 不適用 | 不適用 |
| 第十一輪    | 陶俊   | 不適用 | 不適用 | 不適用 | 不適用 |
| 第十二輪    | 陳奕綸 | 不適用 | 不適用 | 不適用 | 不適用 |
| 第十三輪    | 放棄   | 不適用 | 不適用 | 不適用 | 不適用 |

| 輪次 | 總順位 | 球員   | 位置 | 選中球隊     | 畢業/就讀學校                           |
| ---- | ------ | ------ | ---- | ------------ | --------------------------------------- |
| 1    | 1      | 曾柏喻 | 後衛 | 高雄九太科技 | 明道大學                                |
| 1    | 2      | 王偉丞 | 後衛 | 臺灣銀行     | 國立高雄師範大學                        |
| 1    | 3      | 顏聞佐 | 前鋒 | 裕隆納智捷   | 國立臺灣科技大學                        |
| 2    | 4      | 李謨汎 | 前鋒 | 桃園璞園建築 | 國立臺灣體育運動大學                    |
| 2    | 5      | 王詠誠 | 中鋒 | 高雄九太科技 | 國立政治大學                            |
| 2    | 6      | 曹立中 | 前鋒 | 臺灣銀行     | 國立高雄師範大學                        |
| 2    | 7      | 游家昇 | 前鋒 | 裕隆納智捷   | 國立屏東大學                            |
| 3    | 8      | 朱恩麟 | 前鋒 | 桃園璞園建築 | 台灣首府大學 國立臺灣體育運動大學研究所 |
| 3    | 9      | 孫永成 | 前鋒 | 高雄九太科技 | 健行科技大學                            |
| 3    | 10     | 蘇志誠 | 後衛 | 裕隆納智捷   | 國立體育大學                            |
| 4    | 11     | 林俊恩 | 後衛 | 桃園璞園建築 | 臺北市立大學                            |
| 4    | 12     | 謝宗憲 | 前鋒 | 高雄九太科技 | 國立臺灣科技大學                        |
| 4    | 13     | 邱忠博 | 前鋒 | 裕隆納智捷   | 臺北市立大學                            |
| 5    | 14     | 邱家佑 | 前鋒 | 桃園璞園建築 | 國立高雄師範大學                        |
| 5    | 15     | 蔡建宇 | 前鋒 | 高雄九太科技 | 經國管理暨健康學院                      |
| 6    | 16     | 趙得恩 | 後衛 | 桃園璞園建築 | 輔仁大學                                |
| 6    | 17     | 林秉豪 | 後衛 | 高雄九太科技 | Citrus College                          |
| 7    | 18     | 陳政軒 | 前鋒 | 桃園璞園建築 | 中州科技大學                            |
| 7    | 19     | 劉靖   | 前鋒 | 高雄九太科技 | 輔仁大學                                |
| 8    | 20     | 吳念哲 | 後衛 | 桃園璞園建築 | 國立臺灣科技大學                        |
| 9    | 21     | 林梓峰 | 後衛 | 桃園璞園建築 | 健行科技大學                            |
| 10   | 22     | 周宸緯 | 前鋒 | 桃園璞園建築 | 國立交通大學                            |
| 11   | 23     | 陶俊   | 前鋒 | 桃園璞園建築 | 國立體育大學                            |
| 12   | 24     | 陳奕綸 | 後衛 | 桃園璞園建築 | 國立體育大學                            |

參考資料：

## 選秀權異動
1. ↑  2020年11月10日，桃園璞園建築因第十八季超級籃球聯賽註冊第十五季新人選秀會落選球員陳景隆與第十七季新人選秀會落選球員李冠霆、杜譽城，超級籃球聯賽球團委員會討論協商後決議，桃園璞園建築須放棄第十九季新人選秀會第一輪和第二輪選秀權[5]。2021年3月29日，超級籃球聯賽球團委員會討論協商後決議，桃園璞園建築只須放棄第十九季新人選秀會第一輪選秀權[4][5]。

## 選秀報名
2021年7月26日，為本屆新人選秀會的報名截止日。7月27日，中華民國籃球協會宣佈共53人完成報名手續。8月4日，新人選秀會當天，鍾仁廣、蘇文儒、王聖翔、林伯軒共4人未完成報到手續，最終49人參與新人選秀會：
- 蕭宇翔
- 張舜丞
- 朱恩麟
- 陳竑勝
- 馮駿迪
- 黃楷傑
- 顏聞佐
- 朱俊宏
- 王新瑋
- 吳念哲
- 謝宗憲
- 林秉豪
- 王詠誠
- 蔡建宇
- 曾柏喻
- 孫永成
- 高皓宇
- 陳宗賢
- 劉靖
- 林綱益
- 邱家佑
- 楊子逸
- 陳政軒
- 陳孝禹
- 王偉丞
- 施信宏
- 周宸緯
- 李謨汎
- 邱忠博
- 趙得恩
- 劉叡翔
- 劉駿霆
- 戴瑞騰（外籍生）
- 陳奕綸
- 陶俊
- 楊舜傑
- 藍少甫
- 蘇志誠
- 林梓峰
- 曹立中
- 陳昱瑋
- 鄭子峰
- 王洪豪
- 林俊恩
- 蔡嘉駿
- 周宗豪
- 吳冠鋐
- 楊遵譯
- 游家昇

## 外部連結
- YouTube上的第19屆SBL超級籃球聯賽 新人選秀會
- (PDF). 中華民國籃球協會. 2021-07-07  [2021-08-11]. （原始内容 (PDF)存档于2021-07-24）.